# Prethopalpus fosuma
Espèce
Synonymes
- Opopaea fosuma Burger, 2002

Prethopalpus fosuma est une espèce d'araignées aranéomorphes de la famille des Oonopidae.

## Distribution
Cette espèce est endémique d'Indonésie. Elle se rencontre à Java et à Sumatra.

## Description
Le mâle décrit par Baehr, Harvey, Burger et Thoma en 2012 mesure 1,25 mm et la femelle 1,97 mm.

## Publication originale
- Burger, Nentwig & Kropf, 2002 : Opopaea fosuma, n. sp. from Sumatra, Indonesia (Araneae, Oonopidae). Bulletin of the British Arachnological Society, vol. 12, n. 5, p. 244-248 (texte intégral).